# Ижорская земля
Настоящая статья — о восточной части Ингерманландии, называемой в ряде источников Ижорской землёй. Об Ингерманландии в целом читайте статью Ингерманландия.

Ижорская земля в X—XIII вв.

Ижорская земля в XIV—XV вв.

Ижо́рская земля́ (Ижора, Ингрия, Ингерманландия) — историческое название территории, населённой народом ижора в XII — XVIII веках. Получила название по народу ижора, который заселял территорию с I тыс. н.э. Под Ижорской землёй также может подразумеваться восточная часть Ингерманландии.

## Этимология
- Согласно этимологическому словарю М. Фасмера, Ижора — это «река к югу от Финского залива, Ижорская земля — местность по этой реке… (часто с 1617 по 1702 г.)», и наиболее аргументированной в нём представляется точка зрения А. М. Шёгрена, что это название восходит к имени супруги Ярослава Мудрого Ингигерды[9].
- По мнению историка А. М. Шарымова Иоакимовская летопись говорит о том, что топоним «Ижора» («Ижара») существовал и до Ингигерд Шведской, и до Игоря Рюриковича — «егда та роди сына Ингоря, даде ей обесчанный при море град с Ижарою в вено» — и происходит от карельского инкери маа, что означает «прекрасная земля»[10].
- Некоторые современные исследователи выводят топоним «Ижора» из финского yysyrjainen («грубый, неприветливый»)[11].

## География
Археологи и историки чётко разделяют Ижорскую и Водскую земли, упоминавшиеся ещё в средневековых источниках.
Ижорская земля являлась восточной частью Ингерманландии, западная же часть называлась — Вотская земля. В отличие от Водской земли Ижорская находилась вне зоны ареала древнерусской курганной культуры.
Располагалась по обоим берегам Невы и юго-западному Приладожью. Точных описаний границ или картографических упоминаний современников не имеет.
По мнению современных исследователей территория Ижорской земли была ограничена:
- на западе — Водской землёй по рекам Стрелке и Оредеж
- на севере — Корельской землёй по реке Сестре и Лемболовским высотам
- на востоке — Лопской землёй по реке Назия
- на юге — Новгородской землёй.

Причём некоторые историки сужают её границы ещё больше:

Ижорская земля охватывала только юго-восточный угол южного побережья Финского залива, от устья Невы до устья реки Стрелки (на территории современного г. Стрельна), далее на запад шло побережье Водской земли.
— И. П. Шаскольский
Ныне на территории Ленинградской области.

## История
Существует версия, согласно которой Ижорская земля входила в состав Ладожской земли ещё в конце X века
Но в письменных источниках термин Ингрия (в значении Ижорская земля) впервые упоминается лишь в начале XII века (1164—1181 гг.), в буллах римского папы Александра III.
С 1228 года Ижорская земля находилась во владении Новгородской республики.
В 1476 году территория Ижорской земли, была присоединена к Великому княжеству Московскому.
Ижорская земля наряду с Вотской землёй, на протяжении веков являлась пограничной областью, сначала Новгородского государства, а затем Великого княжества Московского и Русского царства со Швецией. В связи с этим на её полях много раз разворачивались опустошительные военные действия.
В период после Ливонской войны, с 1581 по 1590 год, западная часть ижорских земель находилась в составе Швеции.
По истечении Плюсского перемирия, в 1590 году Московское государство начало новую войну с целью возврата утерянных земель.
Война закончилась в 1595 году подписанием Тявзинского мира, по которому Ижорская земля была возвращена в состав Русского царства.
Данный договор не был ратифицирован русской стороной до заключения в 1609 году в Выборге нового соглашения со Швецией, так называемого Выборгского трактата, об оказании Швецией военной помощи правительству Василия Шуйского.
В 1610—1613 годах шведский вспомогательный корпус под командованием Я. П. Делагарди, под предлогом невыполнения русскими условий договора захватил ряд северных русских территорий. Так Ижорская земля вновь оказалась под властью Швеции, что было закреплено Столбовским мирным договором 1617 года.
В 1702 году, в ходе Северной войны, территория Ижорской земли была возвращена в состав России, в 1703 году вошла в состав созданной Петром I Ингерманландской земли, а в 1708 году в состав Ингерманландской губернии, в 1710 преобразованной в Санкт-Петербургскую губернию.
В 1707 году сподвижник Петра Великого, Александр Меншиков получил титул Светлейшего герцога Ижорской земли, став единственным дворянином, имевшим подобный титул.